# Cyanallagma trimaculatum
Cyanallagma trimaculatum är en trollsländeart som först beskrevs av Selys 1876.  Cyanallagma trimaculatum ingår i släktet Cyanallagma och familjen dammflicksländor. Inga underarter finns listade i Catalogue of Life.